# Xã Jaqua, Quận Cheyenne, Kansas
Xã Jaqua (tiếng Anh: Jaqua Township) là một xã thuộc quận Cheyenne, tiểu bang Kansas, Hoa Kỳ. Năm 2010, dân số của xã này là 33 người.